# Maguila maguila
Maguila maguila är en fjärilsart som beskrevs av William Schaus 1928. Maguila maguila ingår i släktet Maguila och familjen tandspinnare. Inga underarter finns listade i Catalogue of Life.